# Zejai járás
A Zejai járás (oroszul Зе́́йский райо́н) Oroszország egyik járása az Amuri területen. Székhelye Zeja.

## Népesség
- 1989-ben 42 298 lakosa volt.
- 2002-ben 20 827 lakosa volt.
- 2010-ben 16 847 lakosa volt.